# Bernd Kohn
Bernd Kohn (* 13. März 1955 in Mörfelden-Walldorf) ist ein deutscher Schlagzeuger, Komponist und Musicalautor.

## Leben
Bernd Kohn besuchte von 1968 bis 1972 Dr. Hoch’s Konservatorium in Frankfurt am Main und studierte von 1972 bis 1977 an der Hochschule für Musik und Darstellende Kunst in der Orchesterklasse von Karl Setzer Schlagzeug mit Abschluss Künstlerische Reifeprüfung. Anschließend studierte er von 1978 bis 1980 Privatmusik in Frankfurt und zusätzlich im Fernstudium Arrangement, Komposition am Berklee College of Music in Boston. Während und nach seiner musikalischen Ausbildung arbeitete er als Studiomusiker, als Aushilfe an verschiedenen Theatern (Oper Frankfurt, Staatstheater Kassel) und spielte in diversen Rock-, Jazz- und Bigbands (u. a. Duesenberg Tourband, Hotswingers, Otto Benz Big-Band), mit Musikern wie z. B. Michael Sagmeister, Christoph Oeser, Emil Mangelsdorff, Roland Schneider, Kai Eckardt-Karpeh, Inge Brandenburg, Joachim Witt. Es folgten weitere Engagements als Studiomusiker, Tourneen und TV-Auftritte mit nationalen und internationalen Künstlern wie z. B. Boney M., Peter Hofmann, Hallucination Company, Mungo Jerry, Rainhard Fendrich, Chris de Burgh Band, Markus, Stars in der Manege, Cirst Circus.
Des Weiteren hat er als Musicalautor und Komponist vier Musicals geschrieben (Rhomenia, Just Stars, Räuber Reloaded und Honey – Das Weihnachtsmusical) und als Songwriter diverse Singles für Künstler komponiert bzw. als Co-Komponist mitgeschrieben (Markus, Wilfried, Fernando Express u. a.).

## Produktionen und Tourneen (Auszug)
- 1978: Duesenberg (Hamburg)
- 1981: Hallucination Company (Rocktheater/Wien)
- 1982: Markus Clubtour
- 1983: Levis Tournee (Markus, Nena, Hubert Kah, Relax)
- 1984: Peter Hofmann, Tournee
- 1984–1986: Dynacord Workshops (u. a. Musikmesse Frankfurt)
- 1987: Peter Hofmann Tournee
- 1987: Bernd-Schütz-Band – Grand Prix Vorentscheid
- 1989–1991: Joe Schwarz Big Band – Stars in der Manege (München) – Cirst Circus (Rotterdam)
- 1996: „Rhomenia“, Rock-Fantasy-Musical, Aufführungen an Musikschulen[3]
- 1998–2003: Staatstheater Darmstadt (u. a. Personal, Die Dreigroschenoper, Shockheaded Peter, Wizard of OZ)
- 2002–2004: „Just Stars“, Musical-Aufführungen an Musikschulen[3]
- 2006–2025: Musical-Director der Theatergruppe Assenheim[4]
- 2009: Musical-Director der „Ich will Spaß“-Tournee (Markus, Ryan Paris, Geier Sturzflug, UKW, Alexander Kerbst)
- 2010–2025: Musical-Director der „Ich will Spass“-Show – Die wilden Achtziger.
- 2017: Räuber Reloaded,[1] Musical-Aufführungen (Mannheim/Alzenau)

## Werke
- 1996: Rhomenia, Rock-Fantasy-Musical – Idee und Musik: Bernd Kohn / Texte: Meli Mancini,[5] 2001, Eres Editions Verlag.
- 2002: Just Stars, Rock-Pop-Musical – Idee und Musik: Bernd Kohn / Idee und Texte: Sabine Scholz, 2003, Eres Editions Verlag.
- 2014: Räuber Reloaded, Modern Musical Drama – Musik: Bernd Kohn / Texte: Sabine Scholz,[1] 2014, Cantus-Bühnenverlag.
- 2018: Honey – Das Weihnachtsmusical, Musik: Bernd Kohn / Idee und Texte: Franz Spengler,[6][7] 2018, Cantus-Bühnenverlag.
- 2018: Filmmusik zum Buchtrailer zu „Magie der Schatten“, Musik: Bernd Kohn / Idee, Texte und Regie: Constanza Steinberg.

## Diskographie (Auszug)

### Songwriter / Co-Songwriter
- 1981: Wilfried – Highdelbeeren
- 1981: Wilfried – Pink Punk
- 1981: BHB – Modern[8]
- 1981: Anna Dobiey – Ich häng rum[9]
- 1982: Markus – Ich bin heut’ böse[10]
- 1984: Goganog – Tarzan[11]
- 1985: Lightclub – Wir fahrn nach Ibiza[12]
- 1987: Markus – Irgendwann, irgendwo[13]
- 1987: The New Four – Ademloos[14]
- 1991: Lisa Wolf – Alles wegen Dir[15]
- 1992: Fernando Express – Ich brauch die Sonne[16]

### Studiomusiker
- 1977: Strassenjungs – Dauerlutscher / Album (Drums)
- 1978: Eruption – Eruption / Album (Perc)
- 1978: Eruption – I Can Stand The Rain / Single (Perc)
- 1978: Boney M. – Nightflight to Venus / Album (Xylophon/Perc.)
- 1978: Boney M. – Rivers of Babylon / Single (Xylophon/Perc.)
- 1978: Boney M. – Marys Boychild / Single (Perc.)
- 1980: Chilly – We are the Popkings / Single (Drums/Marimba)[17]
- 1981: Ricky King – Hale, Hey Louise / Single (Drums)
- 1982: Christoph Oeser – On the Ried Road – Album (Drums)
- 1982: Markus – Kugelblitze und Raketen Album (Drums/Perc.)
- 1982: Markus – Ich will Spass / Single (Drums)
- 1983: Markus – Kleine Taschenlampe / Single (Perc)[18]
- 1982: Markus – Schön sind wir sowieso / Single (Drums)[19]
- 1985: TXT – What about you? / Album (Drums/Perc.)[20]
- 1985: TXT – Girl’s got a brandnew toy / Single (Drums/Perc.)
- 1987: John Marshall – Is this Heaven? / Album (Drums/Perc)[21]
- 2006: Thomas Anders – Songs Forever / Album (Perc.)[22]